# Processing
Processing — открытый язык программирования, основанный на Java. Представляет собой лёгкий и быстрый инструментарий
для создания изображений, анимации и разработки интерфейсов.
Используется студентами, художниками, дизайнерами, исследователями для изучения, прототипирования и производства. Он создан для изучения основ компьютерного программирования в визуальном контексте и служит альбомным программным обеспечением (имеется в виду, что каждый *.pde файл визуальной оболочки Processing’а представляет собой отдельное изображение или анимацию, и т. д.) и профессиональным производственным инструментом.
Processing — это открытый проект инициированный Бенжамином Фраем и Кэйси Ризом. Он родился из идей, изученных в The Aesthetics and Computation Group в MIT Media Lab.

## Скетчинг в Processing
Программа на Processing называется скетч (от англ. sketch — эскиз). Идея состоит в том, чтобы быстро писать скрипты на языке программирования Java.

## Возможности и особенности
Каждый скетч в Processing является классом, наследуемым от Java-класса PApplet, который содержит в себе большинство возможностей языка Processing.
Перед выполнением скетча он преобразуется в код на языке Java для выполнения в среде Windows/Linux/MacOS/Android либо в Javascript-код для выполнения в браузере внутри Canvas.
При программировании на языке Processing все создаваемые классы являются внутренними классами основного. Это накладывает определённые ограничения при разработке.

## Примеры

### Hello World
В консоли
```
void
 
setup
(){

  
println
(
"Hello World"
);

}

```

На экране
```
void
 
setup
(){

  
size
(
200
,
 
200
);

  
text
(
"Hello World"
,
 
70
,
 
100
);

}

```

### Карта президентских выборов США
```
PShape
 
usa
;

PShape
 
state
;

String
 
[]
 
Obama
  
=
 
{
 
"HI"
,
 
"RI"
,
 
"CT"
,
 
"MA"
,
 
"ME"
,
 
"NH"
,
 
"VT"
,
 
"NY"
,
 
"NJ"
,

	 
"FL"
,
 
"NC"
,
 
"OH"
,
 
"IN"
,
 
"IA"
,
 
"CO"
,
 
"NV"
,
 
"PA"
,
 
"DE"
,
 
"MD"
,
 
"MI"
,

	 
"WA"
,
 
"CA"
,
 
"OR"
,
 
"IL"
,
 
"MN"
,
 
"WI"
,
 
"DC"
,
 
"NM"
,
 
"VA"
 
};

String
 
[]
 
McCain
 
=
 
{
 
"AK"
,
 
"GA"
,
 
"AL"
,
 
"TN"
,
 
"WV"
,
 
"KY"
,
 
"SC"
,
 
"WY"
,
 
"MT"
,

	 
"ID"
,
 
"TX"
,
 
"AZ"
,
 
"UT"
,
 
"ND"
,
 
"SD"
,
 
"NE"
,
 
"MS"
,
 
"MO"
,
 
"AR"
,
 
"OK"
,

	 
"KS"
,
 
"LA"
 
};

void
 
setup
()
 
{

  
size
(
950
,
 
600
);

  
// The file Blank_US_Map.svg can be found at Wikimedia Commons

  
usa
 
=
 
loadShape
(
"http://upload.wikimedia.org/wikipedia/commons/3/32/Blank_US_Map.svg"
);

  
smooth
();
 
// Improves the drawing quality of the SVG

  
noLoop
();

}

void
 
draw
()
 
{

  
background
(
255
);

  
// Draw the full map

  
shape
(
usa
,
 
0
,
 
0
);

  
// Blue denotes states won by Obama

  
statesColoring
(
Obama
 
,
 
color
(
0
,
 
0
,
 
255
));

  
// Red  denotes states won by McCain

  
statesColoring
(
McCain
,
 
color
(
255
,
 
0
,
 
0
));

  
// Save the map as image

  
saveFrame
(
"map output.png"
);

}

void
 
statesColoring
(
String
[]
 
states
,
 
int
 
c
){

  
for
 
(
int
 
i
 
=
 
0
;
 
i
 
<
 
states
.
length
;
 
++
i
)
 
{

    
PShape
 
state
 
=
 
usa
.
getChild
(
states
[
i
]
);

    
// Disable the colors found in the SVG file

    
state
.
disableStyle
();

    
// Set our own coloring

    
fill
(
c
);

    
noStroke
();

    
// Draw a single state

    
shape
(
state
,
 
0
,
 
0
);

  
}

}

```

## Связанные проекты

### Wiring, Arduino и Fritzing
Processing породил ещё один проект: Wiring, который использует IDE от Processing с набором библиотек, написанных на языке C++, для обучения художников программированию микроконтроллеров. Сейчас существует два отдельных аппаратных проекта: Wiring и Arduino, использующих среду разработки и язык Wiring. Fritzing — ещё одна программная среда сходного типа, помогающая дизайнерам и художникам документировать их прототипы и пройти путь от прототипа до законченного продукта.

### p5.js
Является библиотекой для JavaScript, предоставляющей некоторые функции Processing для запуска в браузере.

## Примеры использования
- На языке Processing написана часть среды разработки SDK отвечающего за эмуляцию WOWCube для персональных компьютеров (Open Source).